# Naive New Beaters
Naive New Beaters est un groupe français de musique électronique, originaire de Paris. Formé en 2007, le style musical du groupe est un mélange de musique électronique, de rock et de rap. L'un des membres du groupe, Esteban, se fait connaître en jouant dans plusieurs fictions sur le petit ou grand écran.

## Histoire

### Formation (2004–2008)
Les trois membres du groupe se rencontrent au lycée. Ils montent un groupe et produisent des EP vinyles : Bang Bang et Live Good. Une de leur démos est remarquée par le magazine français Les Inrockuptibles, qui les place sur la compilation Ceux qu'il faut découvrir en 2007. Le clip de Live Good, réalisé par Megaforce, dépasse le million de vues et le titre devient la signature sonore d'une campagne Nokia. En 2008, ils assurent la première partie des concerts de The Kills en France. Puis ils signent chez Cinq 7, où ils sortent l'album Wallace.

### WallaceetLa Onda(2009–2015)
Leur premier album Wallace sort le 25 mai 2009. Ils font une tournée, intitulée Wallace Tour à la suite de leur premier album. Ils se produisent sur les scènes de grands festivals français (Vieilles Charrues, Solidays, Eurockeennes...) et européens (Glastonbury, Sziget Festival, Benicàssim...) et totalisent plus de 200 concerts[réf. souhaitée]. Ils assurent les premières parties des tournées de The Kills, Miike Snow et Darwin Deez. Leur deuxième album, La Onda sort le 24 septembre 2012. Il est annoncé par le single Jersey et son [Quoi ?]. Le clip du single La Onda sort en novembre 2012, puis le clip du single Shit Happens en mai 2013. La tournée de La Onda démarre en France en mai 2012. Le groupe joue dans de nombreux festivals français (Nördik Impakt, Vieilles Charrues, Solidays...) et internationaux (Primavera, Pohoda, tournée en Asie...)[réf. souhaitée].
Début avril 2009, ils se sont également produits en « concert sauvage » - organisé par Arte - lors d'un « Free Mobile Concert » place Pigalle à Paris. Le film ainsi enregistré au téléphone portable est encore disponible sur le site d'Arte +7. Ils font également la première partie des Smashing Pumpkins sur leur tournée française. Le groupe sort son premier film, un moyen-métrage, en 2015. Yo! Pékin est réalisé par Boring, sous son nom de cinéaste Estéban, durant la tournée du groupe en Chine à l'été 2014 et est décrit dans son épilogue comme étant « le premier film de vacances d'action »[réf. souhaitée].

### À la FolieetFun Hours(2016–2023)
Leur troisième album, intitulé À la Folie, sort en 2016. Le premier single, Heal Tomorrow, avec Izïa, sort en février 2016 et accompagnent la chanson d'un clip interactif réalisé en 360°. Ce single est certifié single de platine.Ce troisième album parle davantage des relations hommes-femmes, c'est notamment pourquoi les NNBS engagent une bassiste et une batteuse pour les accompagner sur scène tout au long de la tournée[réf. nécessaire]. À noter que Heal Tomorrow est également la musique du film publicitaire des hôtels Mercure en 2019. La même année, en 2016, le groupe commercialise sa propre marque de bière, la Naive New Beer, produite en petites quantités à Gisors. Elle est notamment vendue dans certaines salles de concert où le groupe joue. En 2017, ils participent au festival Art Rock, prestation enregistrée en une vidéo à 360°.
En 2019 sort le quatrième album du groupe, Fun Hours, sur le label Capitol Records. Il contient notamment des featuring avec Ana Zimmer et le rappeur JeanJass. À la fin 2021, ils sont annoncés pour jouer devant des étudiants à la gare Saint-So de Lille.

### FVTVRVM(depuis 2024)
En juin 2024 sort le cinquième album des Naive New Beaters, FVTVRVM avec une nouvelle tournée et une section rythmique féminine. En octobre sort un EP avec quatre remix de Ye Kou Si Kuo, un des titres de l'album enregistré avec le groupe afropop Star Feminine Band.

## Influences
Le groupe déclare être influencé par les artistes tels que « AC/DC, Michael Jackson, Queen, David Bowie, The Police, The Beatles ». Ils précisent d'ailleurs que ce n'est pas « forcément des groupes, des chanteurs, cela peut être plein de choses » comme la série de Will Smith, Le Prince de Bel-Air, Tom Cruise ou encore Richard Branson. De plus « la Californie est aussi pour [eux] une grosse influence ». Pour David Boring, « Notre socle musical reste ce mélange de rock, rap électro… Tout ce qui nous a nourris musicalement. Nous n’avons jamais été à fond dans un style. »

## Discographie

### Albums studio
- 2006 : Fat Love (demo)

1. Hamburger
2. Free Trial
3. Cristal
4. Wait For Me
5. Tokyo
6. Da Clocker
7. Simply I Go
8. Don't Give A Clap
9. John Coltrave
10. That's What I Like
11. Why
12. Fat Love

- 2009 : Wallace

1. L.A. Trumpets
2. Get Love
3. Live Good
4. Wow Now
5. Can't Choose
6. Just Another Day
7. Dual Income No Kids
8. Janeiro
9. Boring David
10. The Last Badaboum
11. Tirer Des Traits (Naive New Beaters Remix) (feat. Oxmo Puccino)
12. Worries (Bonus Track)
13. Snap (Bonus Track)
14. Bang Bang (Wallace Mode) (Bonus Track)
15. Live Good (The Bloody Beetroots Remix) (Bonus Track)
16. Bang Bang (Yuksek Remix) (Bonus Track)
17. Get Love (The Shoes Remix) (Bonus Track)

- 2012 : La Onda

1. Special Thanks
2. Shit Happens
3. Jersey
4. La Onda
5. Heatwave
6. Friends
7. Over the Years
8. Basic Zoom
9. Fourteen
10. Pop You
11. Angry at 8
12. Word
13. Daisy (Bonus Track)

- 2013 : Mixtape : The Guest List

1. 40 Chicks (feat. Radio Radio)
2. Black Bombay (feat. Oxmo Puccino)
3. C'est Gratuit (feat. Fuzati)
4. Choose Life (feat. MMMMM)
5. Heal Tomorrow (feat. Izïa)
6. Kill 'Em All (feat. Adrien Gallo)
7. Off The Clock (feat. Mo Laudi & Rich Aucoin)
8. Petit Love (feat. Petite Meller)
9. Skyline (feat. Gush)
10. The Shore (feat. Beat Assaillant)
11. Tout Commence (feat. Cyanure & Kohndo)

- 2016 : À la Folie

1. Break
2. Montecristo
3. Made To Last Long
4. Heal Tomorrow (feat. Izïa)
5. Never Let You Down
6. Run Away
7. Words Hurt
8. Where Have You Been ?
9. Tornado
10. Egoblaster
11. The Same

- 2019 : Fun Hours

1. Fun Hours
2. Holding Love
3. Make Way (feat. JeanJass)
4. One Way To Go
5. Addicted To Love
6. I see fire (feat. Ana Zimmer)
7. Dope
8. Only When I'm Old
9. Fireman
10. Keep Runnin'
11. Go Nowhere
12. Today's Mood

- 2024 : FVTVRVM (Universal Music)

1. The Sun
2. Desires
3. Dancing
4. Love Scares
5. My Precious Jewel
6. All Good For Me
7. Rising Above
8. Ye Kou Si Kuo
9. Sailor Way
10. Dream On
11. Such a Waste
12. Started As A Joke

### EP
- 2007 : Bang Bang
- 2007 : Live Good

### Singles
- 2008 : Live Good
- 2009 : Get Love
- 2009 : Just Another Day
- 2009 : Bang Bang
- 2012 : Jersey (Remixes)
- 2012 : La Onda
- 2013 : Shit Happens
- 2015 : Run Away
- 2016 : Heal Tomorrow (feat. Izïa)
- 2016 : Montecristo
- 2019 : Make Way (feat. JeanJass)
- 2019 : Addicted to Joy
- 2019 : I See Fire (feat. Ana Zimmer)